# يو إف سي ليلة القتال: فيتوري ضد دوليدز 2
يو إف سي ليلة القتال: فيتوري ضد دوليدز 2 (بالإنجليزية: UFC Fight Night: Vettori vs. Dolidze 2) (المعروف أيضًا باسم يو إف سي ليلة القتال 254 ويو إف سي فيغاس 103) هو حدث لفنون القتال المختلطة نظّمته يو إف سي، وأُقيم في 15 مارس 2025، على يو إف سي أبيكس في إنتربرايز، نيفادا، وهي جزء من منطقة لاس فيغاس الحضرية، الولايات المتحدة.